# Via Tuscolana
Via Tuscolana är en medeltida väg från Rom till Tusculum. Den började ursprungligen vid Porta San Giovanni, men dagens Via Tuscolana börjar vid Piazza Sulmona i Quartiere Tuscolano.